# Jodičnan draselný
Jodičnan draselný (někdy jodečnan draselný) je bílá anorganická krystalická látka bez zápachu se vzorcem KIO3.

## Výroba
Tuto látku lze vyrábět reakcí jodu a hydroxidu draselného, používá se koncentrovaných roztoků za zvýšené teploty. Vzniká při tom však i jodid draselný, který je obtížné odstranit:

{\displaystyle {\mathsf {3\,I_{2}+6\,KOH\ \to \ KIO_{3}+5\,KI+3\,H_{2}O}}}
Jod reaguje s hydroxidem draselným za vzniku jodičnanu draselného, jodidu draselného a vody
Další možností je elektrolytická výroba z jodnanu draselného, používají se titanové elektrody; stačí však tento roztok pouze zahřívat, a reakce proběhne (ne však s takovou účinností):

{\displaystyle {\mathsf {3\,KIO\ {\xrightarrow {t}}\ 2\,KI+KIO_{3}}}}
Jodnan draselný se rozkládá na Jodid draselný a jodičnan draselný
V laboratoři tato látka může být připravena reakcí chlorečnanu sodného a jodidu draselného:

{\displaystyle {\mathsf {NaClO_{3}+KI\ \to \ KIO_{3}+NaCl}}}
Chlorečnan sodný reaguje s jodidem draselným za vzniku jodičnanu draselného a chloridu sodného
Výhoda této výroby je, že není plýtváno jodem, který je poměrně drahý, ale je využit mnohem dostupnější a levnější chlor. Po výrobě chlorečnanu sodného je využit téměř veškerý jod, proto je tato možnost výroby levná.

## Reakce
Tato látka se při zahřívání nad 560 °C rozpadá na jodid draselný a kyslík, proto je dobrým oxidačním činidlem. Rozpadá se dle rovnice:

{\displaystyle {\mathsf {2\,KIO_{3}\ \to \ 2\,KI+3\,O_{2}}}}
Jodičnan draselný se rozkládá na jodid draselný a kyslík.
V porovnání například s chlorečnanem draselným nebo chloristanem draselným je však mnohem dražší a není tak dobrým oxidačním činidlem, proto se jako oxidační činidlo téměř nepoužívá.

## Využití
Tato látka se používá v analytické chemii.

Dále se tato látka používá na pokus chemické hodiny. Při pokusu se používá siřičitan draselný, kyselina sírová a roztok škrobu; při pokusu se roztok střídavě zabarvuje do modra a zase odbarvuje.

Výjimečně se tato látka používá namísto jodidu draselného při radioaktivním zamoření jako zdroj jodu pro štítnou žlázu, aby ji bylo zabráněno přijímat radioaktivní jód ze vzduchu.